# Teyonah Parris
Teyonah Parris (Hopkins, Carolina del Sur; 22 de septiembre de 1987) es una actriz estadounidense. Logró reconocimiento internacional interpretando el papel recurrente de Dawn Chambers en la serie dramática de AMC Mad Men entre 2012 y 2015. Ese mismo año protagonizó la comedia satírica de Spike Lee Chi-Raq. Ha aparecido además en otras producciones como The Good Wife, Empire y CSI: Crime Scene Investigation. En 2021 interpretó el papel de Monica Rambeau en la serie de Disney+ WandaVision.
Parris ganó dos Premios Black Reel y recibió nominaciones en los premios Screen Actors Guild y NAACP Image.

## Vida personal
En septiembre de 2022, Parris anunció que estaba embarazada de su primer hijo. En marzo de 2023 nació su hija.

## Filmografía

### Cine
| Año  | Título                     | Papel                     | Notas        |
| ---- | -------------------------- | ------------------------- | ------------ |
| 2010 | Empire Corner              | Alma                      | Cortometraje |
| 2010 | Wu is Dead                 | Alma                      | Cortometraje |
| 2010 | How Do You Know            | Riva                      |              |
| 2013 | A Picture of You           | Mika                      |              |
| 2014 | They Came Together         | Wanda                     |              |
| 2014 | Dear White People          | Collandrea "Coco" Conners |              |
| 2015 | Five Nights in Maine       | Penelope                  |              |
| 2015 | Where Children Play        | Bellissima Mccain         |              |
| 2015 | Chi-Raq                    | Lisístrata                |              |
| 2016 | 90 Days                    | Jessica                   | Cortometraje |
| 2018 | If Beale Street Could Talk | Ernestine Rivers          |              |
| 2019 | Point Blank                | Taryn                     |              |
| 2020 | Charm City Kings           | Terri                     |              |
| 2020 | The Photograph             | Asia                      |              |
| 2021 | Candyman                   | Brianna Cartwright        |              |
| 2023 | They Cloned Tyrone         | Yo-Yo                     |              |
| 2023 | The Marvels                | Monica Rambeau            |              |
| 2023 | Dashing Through the Snow   | Allison Garrick           |              |

### Televisión
| Año       | Título                                           | Papel                 | Notas              |
| --------- | ------------------------------------------------ | --------------------- | ------------------ |
| 2010      | The Good Wife                                    | Melinda Gossett       | 1 episodio         |
| 2012–2015 | Mad Men                                          | Dawn Chambers         | 22 episodios       |
| 2013      | CSI: Crime Scene Investigation                   | Karen Branston        | 1 episodio         |
| 2014–2017 | Survivor's Remorse                               | Missy Vaughn          | 36 episodios       |
| 2016      | Love Under New Management: The Miki Howard Story | Miki Howard           | También productora |
| 2017      | Empire                                           | Detective Pamela Rose | 6 episodios        |
| 2018      | Murder                                           | Det. Ayana Lake       | Piloto             |
| 2021      | WandaVision                                      | Monica Rambeau        | 9 episodios        |
| 2024      | What If...?                                      | Monica Rambeau        | Voz, 1 episodio    |

## Premios y nominaciones
| Año  | Premiación                                     | Categoría                                          | Proyecto                                                     | Resultado | Ref(s) |
| ---- | ---------------------------------------------- | -------------------------------------------------- | ------------------------------------------------------------ | --------- | ------ |
| 2013 | Screen Actors Guild Awards                     | Mejor Actuación de conjunto en una serie dramática | Mad Men                                                      | Nominada  |        |
| 2015 | AAFCA Awards                                   | Mejor actriz                                       | Chi-Raq                                                      | Ganadora  |        |
| 2015 | Black Reel Awards                              | Rendimiento excepcional, femenino                  | Dear White People                                            | Ganadora  |        |
| 2015 | Black Reel Awards                              | Mejor Actriz de Reparto en una Película            | Dear White People                                            | Nominada  |        |
| 2016 | Black Reel Awards                              | Mejor Actriz en una Película                       | Chi-Raq                                                      | Ganadora  |        |
| 2017 | Black Reel Awards                              | Love Under New Management: The Miki Howard Story   | Mejor película para televisión o miniserie (como productora) | Nominada  |        |
| 2017 | Black Reel Awards                              | Love Under New Management: The Miki Howard Story   | Mejor actriz en una película para televisión o miniserie     | Nominada  |        |
| 2017 | Black Reel Awards                              | Love Under New Management: The Miki Howard Story   | Mejor actriz en una película para televisión o miniserie     | Nominada  |        |
| 2016 | NAACP Image Awards                             | Mejor actriz en una película                       | Chi-Raq                                                      | Nominada  |        |
| 2017 | Hollywood Film Festival                        | Artista emergente excepcional - Actuación          | 90 Days                                                      | Ganadora  |        |
| 2018 | Seattle Film Critics Society                   | If Beale Street Could Talk                         | Mejor reparto                                                | Nominada  |        |
| 2018 | Washington D. C. Area Film Critics Association | If Beale Street Could Talk                         | Mejor Ensamble Actuando                                      | Nominada  |        |
| 2021 | MTV Movie & TV Awards                          | WandaVision                                        | Mejor héroe                                                  | Nominada  |        |
| 2021 | Black Reel TV Awards                           | WandaVision                                        | Mejor actriz de reparto en una miniserie                     | Nominada  |        |
| 2021 | Hollywood Critics Association TV Awards        | WandaVision                                        | Mejor actriz de reparto en una miniserie                     | Nominada  |        |